# Anaglyptus croesus
Anaglyptus croesus là một loài bọ cánh cứng trong họ Cerambycidae.